# 보헤미안 FC
보헤미안 FC는 아일랜드의 축구 클럽으로, 1890년 9월 6일에 아일랜드의 더블린을 연고로 하여 창단되었다.

## 역사
보헤미안 FC는 1890년 9월 6일에 창단되었다. 보헤미안은 1902년부터 1911년, 1912년부터 1920년까지 아일랜드 풋볼 리그의 일원이었다. 이 기간인 1908년에 아일랜드 컵(현재 북아일랜드의 컵 대회) 우승을 하였다.
보헤미안 FC는 1921년에 만들어진 리그 오브 아일랜드의 창단 멤버이다. 보헤미안은 리그 오브 아일랜드가 창단한 뒤로 현재까지 남아있는 두 팀 가운데 하나이며, 현재 1부 리그에서 활동하고 있는 유일한 팀이다. 1921년의 첫 시즌에는 준우승을 차지하였고, 1924년에는 리그 우승을 차지하였다. 1928년에는 두 번째 리그 우승을 하였고, 동시에 컵 대회까지 우승하는 더불을 달성하였다. 보헤미안은 1930년대까지 세 번의 리그 우승과 한 번의 컵 대회 우승을 하며, 리그 초창기의 강력한 팀 가운데 하나였다.
초창기의 성공 이후에 보헤미안은 아마추어 클럽이라는 한계 때문에 수준 높은 선수들을 보유하기 어려웠기 때문에, 대부분 하위권에서 머물렀다. 이렇게 34시즌 동안 아무런 우승컵 없이 보내다 1969년에 프로 구단으로 전환하였다.
1970년대에 보헤미안은 2번의 리그 우승, 2번의 컵 대회 우승, 2번의 리그컵 우승을 하며 이 기간 동안 다른 클럽보다 더 많은 우승컵을 들어올렸다. 1970년에 최초로 유럽 대회에 진출했는데, 그 대회는 UEFA 컵위너스컵 예선 1회전이었다. 1979년의 리그컵 우승 이후로 우승기록이 없다가 1992년에 FAI 컵 우승, 2001년에 리그와 컵 대회 우승, 2003년에 리그 우승, 2008년에 리그 우승을 차지하면서 총 10회의 리그 우승을 하였다.

## 역대 우승기록
- FAI 프리미어디비전

우승 (10): 1923-24, 1927-28, 1929-30, 1933-34, 1935-36, 1974-75, 1977-78, 2000-01, 2002-03, 2008
- FAI 컵

우승 (6): 1928, 1935, 1970, 1976, 1992, 2001
- 아일랜드 컵

우승 (1): 1908
- FAI 리그컵

우승 (2): 1975, 1979

## 유럽 대회 성적
| 시즌    | 대회              | 라운드    | 국가           | 클럽                     | 점수     |
| ------- | ----------------- | --------- | -------------- | ------------------------ | -------- |
| 1970-71 | UEFA 컵위너스컵   | 예선전    | 체코슬로바키아 | TJ 고트발도프            | 1-2, 2-2 |
| 1972-73 | UEFA컵            | 1회전     | 서독           | 1. FC 쾰른               | 1-2, 0-3 |
| 1974-75 | UEFA컵            | 1회전     | 서독           | 함부르크 SV              | 0-3, 0-1 |
| 1975-76 | 유러피언컵        | 1회전     | 스코틀랜드     | 레인저스 FC              | 1-4, 1-1 |
| 1976-77 | UEFA 컵위너스컵   | 1회전     | 덴마크         | 에스비에르 fB            | 2-1, 1-0 |
|         |                   | 2회전     | 폴란드         | 실롱스크 브로츠와프      | 0-3, 0-1 |
| 1977-78 | UEFA컵            | 1회전     | 잉글랜드       | 뉴캐슬 유나이티드 FC     | 0-0, 0-4 |
| 1978-79 | 유러피언컵        | 1회전     | 키프로스       | AC 오모니아              | 1-2, 1-0 |
|         |                   | 2회전     | 동독           | 1. FC 디나모 드레스덴    | 0-0, 0-6 |
| 1979-80 | UEFA컵            | 1회전     | 포르투갈       | 스포르팅 CP              | 0-2, 0-0 |
| 1984-85 | UEFA컵            | 1회전     | 스코틀랜드     | 레인저스 FC              | 3-2, 0-2 |
| 1985-86 | UEFA컵            | 1회전     | 스코틀랜드     | 던디 유나이티드 FC       | 2-5, 2-2 |
| 1987-88 | UEFA컵            | 1회전     | 스코틀랜드     | 애버딘 FC                | 0-0, 0-1 |
| 1992-93 | UEFA 컵위너스컵   | 1회전     | 루마니아       | FC 스테아우아 부쿠레슈티 | 0-0, 0-4 |
| 1993-94 | UEFA컵            | 1회전     | 프랑스         | FC 지롱댕 드 보르도      | 0-1, 0-5 |
| 1995-96 | UEFA 인터토토컵   | 조별리그  | 덴마크         | 오덴세 BK                | 0-2      |
|         |                   | 조별리그  | 핀란드         | HJK 헬싱키               | 2-3      |
|         |                   | 조별리그  | 프랑스         | FC 지롱댕 드 보르도      | 0-2      |
|         |                   | 조별리그  | 스웨덴         | IFK 노르셰핑             | 0-5      |
| 1996-97 | UEFA컵            | 예선1회전 | 벨라루스       | FC 디나모 민스크         | 1-1, 0-0 |
| 1997-98 | UEFA컵            | 예선1회전 | 헝가리         | 페렌츠바로시 TC          | 0-1, 0-5 |
| 2000-01 | UEFA컵            | 예선전    | 스코틀랜드     | 애버딘 FC                | 2-1, 0-1 |
|         |                   | 1회전     | 독일           | 1. FC 카이저슬라우테른   | 1-3, 1-0 |
| 2001-02 | UEFA 챔피언스리그 | 예선1회전 | 에스토니아     | FC 레바디아 탈린         | 3-0, 0-0 |
|         |                   | 예선2회전 | 스웨덴         | 할름스타드 BK            | 1-2, 0-2 |
| 2003-04 | UEFA 챔피언스리그 | 예선1회전 | 벨라루스       | FC BATE                  | 0-1, 3-0 |
|         |                   | 예선2회전 | 노르웨이       | 로센보르그 BK            | 0-1, 0-4 |
| 2004-05 | UEFA컵            | 예선1회전 | 에스토니아     | FC 레바디아 탈린         | 0-0, 1-3 |
| 2005-06 | UEFA 인터토토컵   | 1회전     | 벨기에         | KAA 겐트                 | 1-0, 1-3 |
| 2008-09 | UEFA 인터토토컵   | 1회전     | 웨일스         | 릴 FC                    | 5-1, 4-2 |
|         |                   | 2회전     | 라트비아       | FK 리가                  | 0-1, 2-1 |
| 2009-10 | UEFA 챔피언스리그 | 예선1회전 |                |                          |          |

* 굵은 글씨가 홈경기

## 선수 명단

### 현역
참고: FIFA 자격 규정에 따라 소속된 국가대표팀 국기를 표시합니다. 선수는 복수의 FIFA 비회원국 국적을 가지고 있을 수 있습니다.
| 번호 | 포지션 | 국적       | 이름        |
| ---- | ------ | ---------- | ----------- |
| 2    | DF     | 스코틀랜드 | 리암 스미스 |
| 3    | DF     | 잉글랜드   | 키안 베스트 |
| 11   | FW     |            | 리스 무세   |
| 16   | MF     | 아일랜드   | 키스 버클리 |

| 번호 | 포지션 | 국적 | 이름              |
| ---- | ------ | ---- | ----------------- |
| 30   | GK     |      | 카츠페르 호롱주카 |